# Brian Markinson
Brian Markinson, né le 1er septembre 1961 à Brooklyn, quartier de New York, dans l'État de New York, aux États-Unis,, est un acteur américano-canadien.

## Biographie

### Débuts
Brian Markinson est né le 1er septembre 1961 à Brooklyn, quartier de New York, dans l'État de New York, aux (États-Unis).

### Carrière
Brian Markinson a joué dans plus de 100 films, téléfilms et séries télévisées. Il est notamment apparu dans des seconds rôles dans les films Wolf (1994), Le Sortilège du scorpion de jade (2001), La Guerre selon Charlie Wilson (2007) et Godzilla (2014). À la télévision, il a fait partie de la distribution principale des séries Les Forces du mal, Shattered et Continuum et a tenu des rôles récurrents dans Dark Angel, Coroner Da Vinci, L Word, Caprica, The Killing, Arctic Air, Mad Men et Rogue.
Il a été nommé trois fois aux Leo Awards pour ses rôles dans le téléfilm Seule face à l'injustice et dans les séries Shattered et Continuum.

## Filmographie

### Cinéma
- 1991 : Le Docteur : Michael
- 1994 : Wolf : l'inspecteur Wade
- 1995 : Apollo 13 : Pad Rat
- 1996 : Personnel et confidentiel : Vic Nash
- 1998 : Primary Colors : Randy Culligan
- 1998 : La Cité des anges : Tom
- 1998 : Ennemi d'État : Brian Blake
- 1999 : Accords et Désaccords : Bill Shields
- 2001 : Le Sortilège du scorpion de jade : Al
- 2002 : Appel au meurtre : Rex Perry
- 2006 : Camping-car : Garry Moiphine
- 2007 : Shooter, tireur d'élite : l'avocat général Russert
- 2007 : La Guerre selon Charlie Wilson : Paul Brown
- 2009 : Personal Effects : Finneran
- 2010 : Frankie et Alice : le docteur Backman
- 2013 : 12 Rounds 2: Reloaded : Heller
- 2014 : Godzilla : Whelan

### Télévision
- 1992 : La Loi de Los Angeles (série télévisée, saison 6 épisode 21) : Mr Gerard
- 1993 : New York, police judiciaire (série télévisée, saison 3 épisode 11) : David Preston
- 1994 : Star Trek : La Nouvelle Génération (série télévisée, saison 7 épisode 13) : Vorin
- 1994-1998 : X-Files : Aux frontières du réel (série télévisée, épisodes Renaissance et Folie à deux) : Tony Fiore / Gary Lambert
- 1995 : Star Trek: Voyager (série télévisée, saison 1 épisodes 12 et 13) : le lieutenant Peter Durst
- 1996-1997 : Millennium (série télévisée, 3 épisodes) : l'inspecteur Teeple
- 1997 : Star Trek: Deep Space Nine (série télévisée, saison 5 épisode 25) : Giger
- 1997 : New York Police Blues (série télévisée, saison 5 épisodes 8 et 9) : Steve Egan
- 1998 : Chienne de vie ! (téléfilm) : Harvey Poolish
- 1998-1999 : La Vie à cinq (série télévisée, 3 épisodes) : James Day
- 2000 : Stargate SG-1 (série télévisée, saison 4 épisode 9) : Lotan
- 2000-2002 : Dark Angel (série télévisée, 6 épisodes) : Dr Sam Carr
- 2002 : Disparition (mini-série) : Ray Morrison
- 2003 : Angels in America (mini-série) : Martin Heller
- 2003-2005 : Coroner Da Vinci (série télévisée, 16 épisodes) : Bill Jacobs
- 2004 : Magnitude 10,5 (téléfilm) : Daniel
- 2004 : Les Forces du mal (série télévisée, 12 épisodes) : l'agent Charles Bernal
- 2004 : Cyclone, catégorie 6 : Le Choc des tempêtes (téléfilm) : Chris Haywood
- 2005 : L'École des champions (téléfilm) : Arnie
- 2005 : Supernatural (série télévisée, saison 1 épisode 4) : Jerry Panowski
- 2006 : 8 jours pour mon fils (téléfilm) : Al Ramey
- 2007 : NCIS : Enquêtes spéciales (série télévisée, saison 4 épisode 17) : le sergent Dan Trask
- 2007-2009 : The L Word (série télévisée, 13 épisodes) : Aaron Kornbluth
- 2009 : Seule face à l'injustice (téléfilm) : Daryl Alpern
- 2009 : Sur le fil (téléfilm) : le capitaine David McVee
- 2009-2010 : Caprica (série télévisée, 13 épisodes) : Jordan Durham
- 2010 : Les Experts (série télévisée, saison 11 épisode 7) : Julius Kaplan
- 2010-2011 : Shattered (série télévisée, 13 épisodes) : Dr. Ryan DiSilvio
- 2011 : Sur les traces de ma fille (téléfilm) : Spiro
- 2011 : Sanctuary (série télévisée, 4 épisodes) : Greg Addison
- 2011-2012 : The Killing (série télévisée, 8 épisodes) : Gil Sloane
- 2012 : Battlestar Galactica: Blood and Chrome (téléfilm) : le commandant Silas Nash
- 2012 : Arrow (série télévisée, saison 1 épisodes 1 et 9) : Adam Hunt
- 2012 : La Menace du volcan (téléfilm) : Harry Stromwell
- 2012 : Supernatural (série télévisée, saison 8 épisode 8) : Stan Thompson
- 2012-2014 : Arctic Air (série télévisée, 12 épisodes) : Ronnie Dearman
- 2012-2015 : Continuum (série télévisée, 35 épisodes) : l'inspecteur Jack Dillon
- 2013-2015 : Mad Men (série télévisée, 7 épisodes) : Dr Arnold Rosen
- 2014 : Fargo (série télévisée, saison 1 épisodes 1 et 2) : Bruce Gold
- 2014-2018 : Girlfriends' Guide to Divorce (série télévisée, 31 épisodes) : Albert
- 2015 : Rogue (série télévisée, 8 épisodes) : Lloyd Roberts
- 2015 : iZombie (série télévisée, 2 épisodes) : Dr Holland
- 2017 : Salvation (série télévisée, 5 épisodes) : Randall Calhoun
- 2017 : Let the Right One In (série télévisée, 1 épisode) : Brunner
- 2018 : The Crossing (série télévisée, 1 épisode) : John
- 2018 : Colony (série télévisée, 1 épisode) : Jonathan Crane
- 2018 : Take Two, enquêtes en duo (série télévisée, 3 épisodes) : Juge Noah B. Chambers
- 2018 : Les Nouvelles Aventures de Sabrina (série télévisée, 1 épisode) : M. Bartel
- 2020 : Away (série télévisée, 6 épisodes) : George Lane